# X.75
X.75 geeft de norm weer voor een netwerk-naar-netwerk interface om twee X.25 netwerken met elkaar te verbinden. Ter hoogte van de datalinklaag maakt X.75 op dezelfde wijze als X.25 gebruik van LAPB. Ook op de netwerklaag werkt X.75 hetzelfde als X.25. Enkel waar X.25 een veld heeft voor extra opties en vereisten, heeft X.75 eerst een veld voor netwerkmogelijkheden en daarna pas het veld voor extra opties.